# Nitocra pontica
Nitocra pontica är en kräftdjursart som beskrevs av Jakubisiak 1938. I den svenska databasen Dyntaxa används istället namnet Nitocra typica. Nitocra pontica ingår i släktet Nitocra och familjen Ameiridae. Arten är reproducerande i Sverige. Inga underarter finns listade i Catalogue of Life.